# Tutta vita
| Recensione       | Giudizio |
| ---------------- | -------- |
| Le Rane          | Positivo |
| Newsic           | 7/10     |
| Ondarock         | 4/10     |
| Rockol           | 7/10     |
| SentireAscoltare |          |

Tutta vita è il secondo album in studio collaborativo del cantautore italiano Olly e del produttore discografico italiano Jvli, pubblicato il 25 ottobre 2024 dalla Epic.

## Descrizione
Il progetto discografico si compone di dodici tracce, scritte dallo stesso Olly con la collaborazione di autori e produttori, tra cui Julien Boverod, in arte Jvli.

## Promozione

### Singoli
Il 3 novembre 2023 è stato pubblicato A squarciagola come primo singolo estratto dall'album.
Il secondo singolo estratto dall'album, Devastante, è stato pubblicato l'8 marzo 2024.
Il 6 settembre 2024 è stato pubblicato Per due come noi con Angelina Mango come terzo singolo estratto dall'album.
Il quarto singolo estratto dall'album, Quei ricordi là, è stato reso disponibile il 6 dicembre 2024.
Il primo singolo estratto dalla riedizione digitale dell'album, Balorda nostalgia, è stato pubblicato il 12 febbraio 2025 in concomitanza alla partecipazione di Olly al 75º Festival di Sanremo.
Il 23 maggio 2025 è uscito a sorpresa Depresso fortunato come secondo singolo estratto dalla riedizione digitale dell'album, e già presentato in anteprima dallo stesso Olly il 4 maggio durante il suo concerto live a Genova.

### Tour
Per promuovere il disco, gli artisti sono stati impegnati con un tour che li ha visti esibirsi in vari festival musicali e nei club italiani ed europei, attraverso la tournée Lo rifarò, lo rifaremo tour (nei mesi di novembre e dicembre 2024).

## Tracce
Testi e musiche di Federico Olivieri e Julien Boverod, eccetto dove indicato.
1. È festa – 2:49
2. I cantieri del Giappone – 3:04 (testo: Federico Olivieri, Julien Boverod – musica: Julien Boverod)
3. Per due come noi (con Angelina Mango) – 3:32 (testo: Federico Olivieri, Angelina Mango – musica: Federico Olivieri, Angelina Mango, Julien Boverod)
4. Quei ricordi là – 3:00
5. Noi che – 3:21
6. Devastante – 3:10 (testo: Federico Olivieri – musica: Julien Boverod, Luca Di Biasi)
7. A noi non serve far l'amore – 3:27 (testo: Federico Olivieri, Julien Boverod, Pierfrancesco Pasini)
8. Sopra la stessa barca (con Enrico Nigiotti) – 2:51 (testo: Federico Olivieri, Enrico Nigiotti, Julien Boverod – musica: Julien Boverod, Enrico Brun)
9. La lavatrice si è rotta – 2:51
10. Scarabocchi – 3:00
11. A squarciagola – 3:04
12. Il campione – 4:01

Traccia esclusiva della riedizione del 2025
1. Balorda nostalgia – 3:17

Traccia esclusiva della riedizione digitale del 2025
1. Depresso fortunato – 3:32

## Classifiche

### Classifiche settimanali
| Classifica (2024-25) | Posizione massima |
| -------------------- | ----------------- |
| Italia               | 1                 |
| Svizzera             | 40                |

### Classifiche di fine anno
| Classifica (2024) | Posizione |
| ----------------- | --------- |
| Italia            | 28        |